# 图耶
图耶（法語：Touille，法語發音：[tuj]）是法国上加龙省的一个市镇，属于圣戈当区。

## 地理
图耶（43°4'49"N, 0°58'25"E）面积6.49 平方千米，位于法国奧克西塔尼大區上加龙省，该省份为法国西南部内陆省份，西南端与西班牙接壤，自此顺时针与上比利牛斯省、热尔省、塔恩-加龙省、塔恩省、奥德省和阿列日省接壤。
与图耶接壤的市镇（或旧市镇、城区）包括：萨拉堡、贝查特、伊镇、马讷、马尔苏拉、萨利斯迪萨拉特。

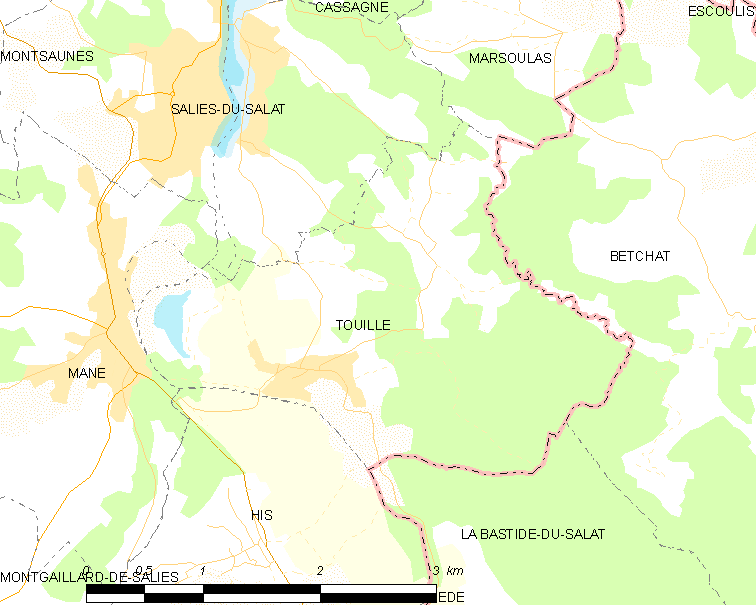
图耶的OSM定位图

图耶的时区为UTC+01:00、UTC+02:00（夏令时）。

## 行政
图耶的邮政编码为31260，INSEE市镇编码为31554。

## 政治
图耶所属的省级选区为巴涅尔德吕雄县。

## 人口

1962-2008年间图耶人口变化图示

图耶于2022年1月1日时的人口数量为248人。